# A2牛奶公司
a2牛奶公司（a2 Milk Company Limited，前身为A2 Corporation）是一家總部位於新西蘭奧克蘭的牛奶公司，它在新西兰证券交易所上市，也是標普／澳證50指數成分股。

## 历史
a2 Milk Company的前身是A2 Corporation Limited，A2 Corporation Limited 是一家新西兰公司，成立於2000 年创立。 
2003年4月，A2 Corporation Limited在新西兰推出a2和 a2 MILK 品牌牛奶。  2003年年中，公司的两位创始人都去世了。 7月，創始人之一的帕特森在出差期间被发现死在酒店房间，享年50岁， 一个月后，另一位創始人科伦·麦克拉克兰博士因癌症去世，享年59岁。 
2010年 4 月，a2和a2 MILK 品牌在澳大利亚上市。 2013年3月，公司股票上市。 a2牛奶公司旗下的婴儿配方奶粉——a2 Platinum的首批货物于2013年运往中国。 